# Alexia (piosenkarka)
Alexia, właśc. Alessia Aquilani (ur. 19 maja 1967 w La Spezia) – włoska piosenkarka eurodance.

## Życiorys
Od wczesnego dzieciństwa interesowała się muzyką. Mając 7 lat rozpoczęła naukę śpiewu i gry na fortepianie. Kiedy miała dwanaście lat, zaczęła pobierać lekcje tańca.
Rok 1990 był przełomowym w jej karierze. Wtedy poznała Roberto Zanettiego, szefa wytwórni DWA Records. Wkrótce Alexia stała się jedną z głównych postaci w jego najnowszym projekcie – Ice MC (1993 i 1994). Niebawem takie utwory jak „Take Away The Colour”, „Think About The Way” i „It's A Rainy Day” stały się popularne w całej Europie.
Po rozpadzie projektu Ice MC pozostała przy Zanettim i już jako solistka debiutowała albumem „Fan Club” (1997), który promował jej najsłynniejszy przebój „Uh La La La”. Dzięki promocji kierowanej przez Zanettiego, Alexia stała się jedną z największych gwiazd europejskiej muzyki dance. Po wydaniu czterech albumów jej współpraca z Zanettim została zakończona.
Późniejsze albumy nie zdobyły już takiej popularności, a od wydanej w 2002 płyty Alexia piosenkarka śpiewa już prawie wyłącznie po włosku, wydając albumy tylko na rynku włoskim.
W 2003 Alexia wygrała Festiwal Piosenki Włoskiej w San Remo piosenką „Per dire di no”.

## Albumy
- 1997 Fan Club – złota płyta w Polsce[1]
- 1998 The Party
- 1999 Happy
- 2001 Mad For Music
- 2002 Alexia
- 2003 Il Cuore A Modo Mio
- 2004 Gli Occhi Grandi Della Luna
- 2005 Da Grande
- 2008 Ale'
- 2009 Ale&c.
- 2010 Stars
- 2013 iCanzonissime
- 2015 Tu Puoi Se Vuoi

## Single
- 1995 „Me and You”
- 1996 „Summer Is Crazy”
„Number One”
- 1997 „Uh La La La”
- 1998 „Gimme Love”
„The Music I Like”
„Keep On Movin'”
- 1999 „Goodbye”
„Happy”
- 2000 „Ti Amo Ti Amo”
„Non ti dimenticherò”
- 2001 „Money Honey”
„Summerlovers”
- 2002 „Dimmi Come”
„Non Lasciarmi Mai”
„Don't You Know”
- 2003 „Per Dire Di No”
„Egoista”
- 2004 „Come Tu Mi Vuoi”
- 2005 „Da Grande”